# Yamato Takeru
Príncipe Yamato Takeru (日本武尊,やまとたける, também conhecido como Yamato-dake), originalmente Príncipe Ousu (小碓命,おうすのみこと), foi um lendário príncipe japonês da Dinastia Yamato, filho de Keikō de Yamato, um lendário monarca que é tradicionalmente contado como o 12.º Tenno ou Imperador do Japão. O trágico conto desta impressionante figura é contado nas crônicas japonesas Kojiki e Nihon Shoki. Um de seus filhos mais tarde se tornou Chuai, tradicionalmente considerado como o 14.º imperador do Japão.

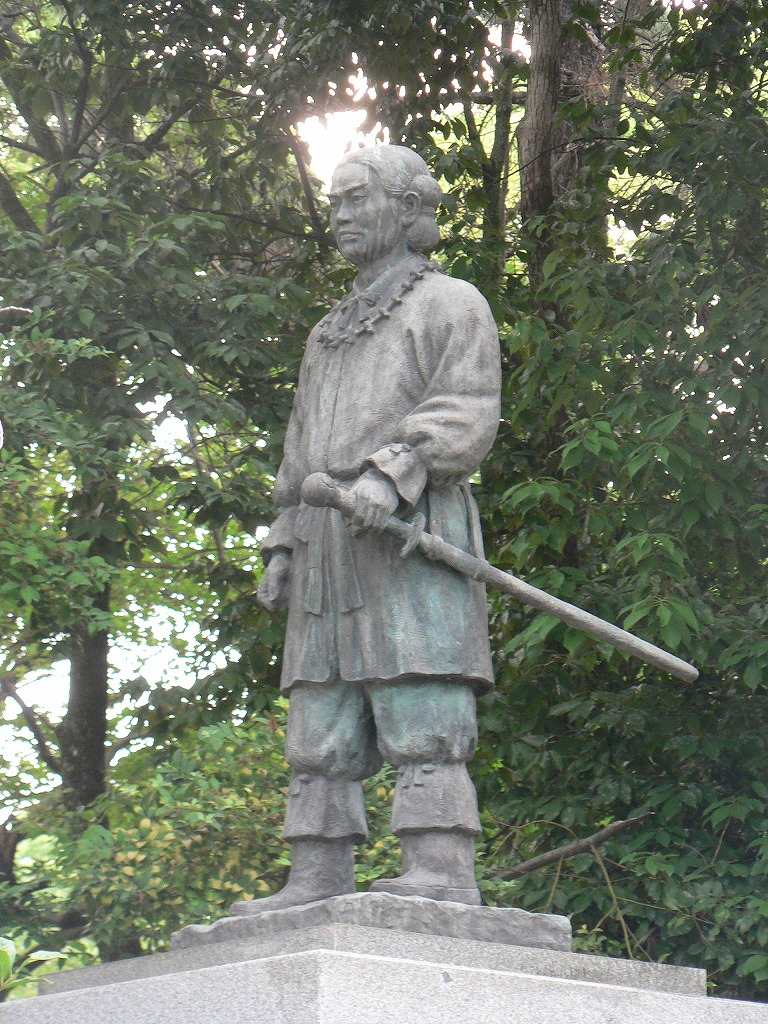
A estátua de Yamato Takeru no Otori Taisha

Sua existência histórica é incerta, mas os livros de sua vida data do século IV. Os detalhes são diferentes entre os dois livros e a versão de Kojiki é assumida para ser fiel à forma mais antiga dessa lenda.